# Especialistas Secundarios
Especialistas Secundarios son un trío de humoristas integrado por Íñigo Espinosa Vila (Barcelona, 5 de octubre de 1973), Javier Hernáez Escaño - Nane o Naneh - (Madrid, 19 de septiembre de 1967) y Armand Antoni Anjaumà Checa (Barcelona, 15 de junio de 1970), especializado en humor disparatado, absurdo y surrealista.
Especialistas Secundarios han experimentado en el campo de la televisión trabajando para formatos veteranos (como Íñigo en Buenafuente) y abriendo sus propias vías (52 en Localia TV, Animales Secundarios en La Sexta, Disculpin la Interrupció en La 2 de TVE o UAU! en Cuatro).

## Historia
Se conocieron en la academia de estudios radiofónicos Aula Radio (Barcelona) donde Naneh se preparaba para ser actor de doblaje. Íñigo y Armand le plantearon que ganarse la vida haciendo reír sería mucho más divertido. Ya convencido, Naneh les consiguió su primer trabajo en Onda Rambla. Allí, después de colaborar con Goyo Prados pasaron en 1998 a trabajar en la Cadena SER, en el programa La Ventana presentado por Gemma Nierga. Esta colaboración se extendió por 2 años.
Desde el año 2000 inician su andadura con un programa propio de 30 minutos diarios para Radio Barcelona. Inicialmente integrado en el programa La Contraportada luego pasa a llamarse igual que el grupo: Especialistas Secundarios. Durante el verano de 2014 y tras más de una década en antena obteniendo muy buenos resultados en su franja horaria en el Estudio General de Medios (EGM) Ràdio Barcelona decidió suspender el programa, emitido ininterrumpidamente hasta el 18 de julio de 2014.

### El nombre
En la búsqueda de un nombre artístico para el trío barajaron varias posibilidades, siendo "Radio de Guardia" una de las que originalmente más les gustaba. Goyo Prados -quien conducía Protagonistas Catalunya, programa en el que se presentaban- sugirió que se llamaran "Protagonistas Secundarios". Sin embargo, para evitar malentendidos con Luis y luego de ver -por pura casualidad- un CD del grupo español Los Especialistas, el nombre se cambia a Especialistas Secundarios, el cual les pareció acorde con el estilo de humor que ellos hacen; aunque siempre pensaron que se trataba de un nombre provisional.

## Programas y productos

### Radio
- El night show es el programa semanal que realizan las noches de miércoles a jueves, y que es parte de Oh! My LOL.
- Especialistas Secundarios, (también conocido como El show de Especialistas Secundarios tal como lo denomina en alguna cuña Marcoan, colaborador del programa), se emitió hasta agosto de 2014 en Radio Barcelona (Cadena SER), de lunes a viernes de 13:30 a 14:00. Desde sus inicios hasta la temporada del año 2008-2009 se emitió de 15:30 a 16:00h

Anteriormente este espacio estaba integrado en el programa La contraportada, presentado por Toni Ruiz.
- Què fas aquesta nit? (posteriormente conocido como Babalú), programa emitido en Radio Barcelona (Cadena SER) la tarde de los sábados, dedicado a preparar la noche del fin de semana.
- A por uvas,[1] especial Fin de año de ámbito nacional y de 3 horas de duración emitido el 31 de diciembre por la Cadena SER.
  - El especial del 2010 contó con entrevistas a Carles Francino (Hoy por hoy), Gemma Nierga (La ventana), Jesús Soria (SER consumidor [2]), Iker Jiménez (Milenio 3), Montserrat Domínguez (A vivir que son dos días), Javier Hoyos (Carrusel deportivo) y José Ramón de la Morena (El larguero).
  - El especial del 2011 tuvo como invitados a Javier Coronas, Jordi Évole, Pepín Tré, Pepe Colubi, Juanma Iturriaga y Ana Morgade.

### Televisión
- Animales Secundarios, emitido por la cadena nacional La Sexta el 29 de marzo de 2009. Dirigido por Gilbert Arroyo y producido por Media 3.14. Especial de 70 minutos donde se mostraban historias curiosas de animales servidas con un sutil toque de humor surrealista.
- Especialistas Secundarios, programa transmitido por Localia Catalunya.

### Libro
- ESPECIALISTAS SECUNDARIOS. Podría ser peor (ISBN: 978-84-937856-7-3) publicado por la editorial Libros del silencio, con presentación en la sala B de Luz de Gas y puesto a la venta el 22 de noviembre de 2010 con una 1ª edición (agotada) de 5000 ejemplares. Quedan recogidos los mejores momentos de 10 años de trabajo en la Cadena SER. El libro cuenta con la colaboración especial de Joan Manuel Serrat, Juan José Millás, Andreu Buenafuente, Javier Cansado, Gemma Nierga, Juan Carlos Ortega, Carles Francino, Javier Coronas, Pepe Colubi, Lluís Pasqual. En la 2ª edición colabora también Toni Martínez.

## Premios
- 2005: premio ONDAS al mejor programa de TV local por 52 (Localia), «por su imaginación y frescura en la búsqueda de nuevos formatos para televisión».[3]
- 2006: premio GAG al mejor guion de radio.
- 2014: Premio Ondas al mejor programa de radio a "Todo por la Radio" espacio que dirige Toni Martínez en la Cadena Ser. ("Todo por la Radio" es una sección de humor de una hora de duración, incluida dentro del magazine "La Ventana" que dirige y presenta Carles Francino en la Cadena Ser)

## Colaboraciones

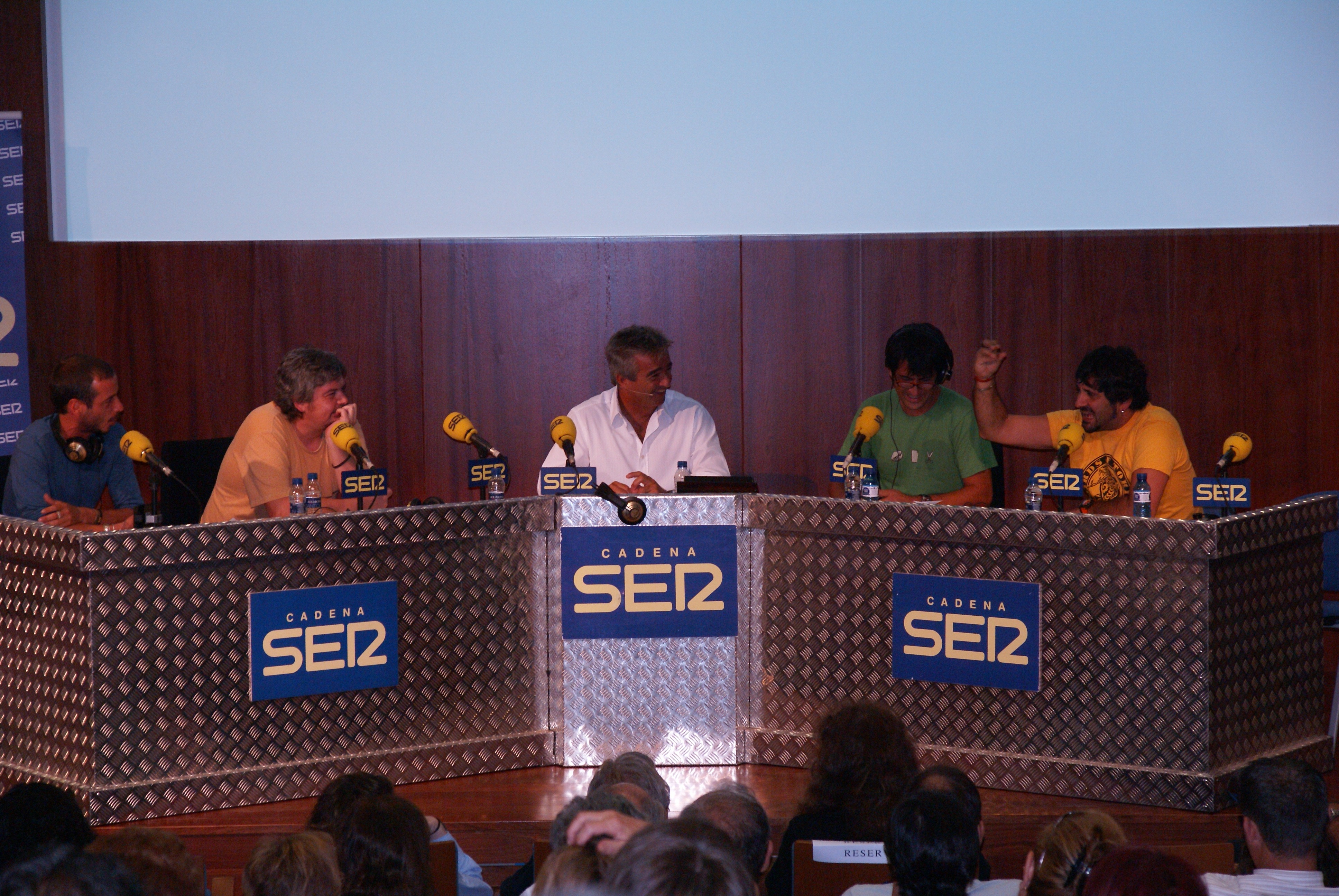
Especialistas Secundarios junto a Carles Francino y Javier Coronas en Hoy por hoy

Especialistas Secundarios (o alguno de sus miembros) participan -o han participado- como colaboradores en los siguientes espacios:

### Radio
- Todo por la radio, espacio del programa La Ventana (Cadena SER) dirigido y presentado por Carles Francino.
- Hora L, presentado por Frederic Vincent en Radio Barcelona (Cadena SER).
- Cap nen sense joguina,[4] programa que se emite la Noche de Reyes conducido por Rosa Badia en Radio Barcelona (Cadena SER).
- La Graderia, programa deportivo de Ona FM comentando algún partido del Barça y de la Selección española de fútbol en el Mundial de Sudáfrica 2010.
- Carrusel deportivo, durante la retransmisión del partido de la Super Bowl XLV el 6 de febrero de 2011.
- El Buscaraons, presentado por Toni Marín en Radio Barcelona (Cadena SER).

### Televisión
- Channel nº4 (Cuatro), programa magacín conducido por Boris Izaguirre y Ana García-Siñeriz donde Íñigo colabora esporádicamente.
- Buenafuente (La Sexta), Íñigo colabora como el amigo de Berto de pasear al perro y también con otras varias caracterizaciones.
- La noche americana[5] (Cuatro), presentado por Juan Carlos Ortega donde Nane colabora esporádicamente.
- Disculpin la Interrupció (La 2), conducido por Carolina Ferre cuya primera emisión fue el 21 de mayo del 2009.
- 52 (Localia), programa magacín de humor conducido por Enric Lucena.
- UAU! (Cuatro), presentado por Santi Millán.
- En televisión, Armand protagonizó una serie de anuncios para la cadena de electrodomésticos e informática Media Markt.

## Colaboradores
A lo largo del programa, solían tener un espacio fijo de colaboración:
- Marcoan, personaje variopinto interpretado por Juan Carlos Ortega que -en diversas caracterizaciones- manifiesta su incondicional admiración hacia el trío, su relación de amor/odio con su padre, y el cariño por su madre.
- Ivan Díez Oliver -también conocido como Ivancito con un sempiterno y camaleónico espacio a guisa de concurso los jueves, en el que hacen participar a los oyentes.
- Jordi Pou -J. Power, pronúnciase /ʤeɪ paʊə/- por varios años su técnico de sonido estable, que de cuando en cuando ejercía de lacónico comentarista, con las oportunas y contudentes «i tant» (y tanto), «estic llest» (estoy listo) y «si» (sí) y se fue abriendo paso como ocasional comentarista.
- David Ruiz, comentarista musical de la eternas risas.
- Jordi Carbó, meteorólogo que anunciaba la previsión del tiempo.
- Josep Maria Ganyet,[6] comentarista de Internet con la sección «Internet amb el Ganyet» (Internet con el Ganyet).
- Yosette, vidente que daba predicciones a la gente que llamaba.

## Personajes & Espacios
Durante la semana, los personajes y espacios "habituales" eran:
- El Indignao (Íñigo), quien semanalmente llama para quejarse al departamento de atención al cliente de alguna empresa que le ha vendido algún producto o servicio. Siempre es atendido por las telefonistas Ruth (Armand) y Paloma (Naneh).
- Don Defensor (Armand), justiciero personaje con reminiscencias medievales que -puños mediante- imparte su peculiar justicia, resolviendo los problemas de cualquiera que lo precise.
- Antonio Grulla (Armand).
- Freddy Montseny (Naneh).
- Alfonso Séptico (Armand) con el concurso Llama y Gana.
- Espacio: Carromato Deportivo, conducido por Javier Avatares (Armand) y Vicente Egea (Íñigo).
- Espacio: El rincón comercial, conducido por Moncho Riudeprims Vilalta (Armand) en el que se da cabida a emprendedores que ofrecen los más diversos productos.
- Espacio: Consultorio Vaquero, conducido por Virgil Kennedy (Armand) y transmitido en conexión desde la emisora de Wichita W.R.K.T.O., en el que da consejos a los indios y vaqueros de la región.
- Cuñas 'Almacenes Saturno'.
- Espacio: Debates.
- Espacio: Vienes a las mías.
- La quiniela, con participación telefónica de los oyentes.
- Remember. Sección donde, previa petición del oyente, se recupera algún gag ya emitido.

Los personajes y espacios que aparecían sin una periodicidad específica son:
- Angel de la Guarda (Íñigo), conductor del programa de fenómenos paranormales.
- Espacio: Se busca a tope.
- Francisco Hornillos (Íñigo), cocinero oficial del programa.
- Harry Blázquez (Armand).
- Jep Berru (Íñigo), representante del mundo rural desde Can Cofoi (Vilopriu).
- Judith Pons (Íñigo).
- Juan el Impresionante (Íñigo), relator de anérdotas superlativas.
- MC com SA (Íñigo), rapero de actualidad desencantado con la sociedad.
- Michael Owen (Íñigo).
- Oriol McGiver (Íñigo).
- Pedro Pablo Pérez Prado (Armand), invidente experto en relaciones humanas.
- Profesor Wenceslao Majadero (Armand) y su ayudante Leo, el actor en paro.
- Toño el Pinche (Íñigo), ex-asistente de Francisco Hornillos, ahora conductor de su propio espacio de consejos para oyentes.

- Astrólogo Petrelli.
- Caballo Relincho.
- Bollito Tierno.
- Dr. Jackson (Naneh).
- Eliseu Aigüacalenta (Íñigo).
- Emeterio Vargas Brown (Armand).
- Eulalia (Naneh), fiel seguidora de Emeterio Vargas Brown.
- Gemelos Paz y Guato (Armand & Íñigo).
- Maxi Cosi (Armand).
- Orca Keiko (Armand).
- Paco dos tiempos (Armand), el maestro del truñning.
- Sipo Tons (Íñigo).
- Sugar Ray (Naneh).
- Tito Pacheco.
- Txumari Alfary (Íñigo) y su inseparable gato Potorro.

## Curiosidades
- Su primera entrevista se las realizó Jordi Évole a inicios de los 2000, en Radio Televisión Hospitalet, durante una serie de programas dedicados a gente del humor, en el apartado de jóvenes promesas.
- Sus seguidores se autodenominal "los especiadictos".
- Armand es conocido también como el Otro (u Otlo) por los especiadictos, gracias a alguna cuña de Juan Carlos Ortega.
- En sus primeros años, gran parte de los gags tenían como protagonista a alguien apellidado Romagosa.
- Su primer bolo fuera del estudio lo radiaron desde el CCCB allá por los albores del siglo XXI; posteriormente han 'actuado' en Villanueva y Geltrú, el instituto Milà i Fontanals de Barcelona, stands itinerantes de la cadena SER por toda España, etc.
- Mollet del Vallés (Le Mollet) sale recurrentemente en sus gags.
- La lista de productores/técnicos de sonido que han pasado por el programa es interminable: Alfons de Ros, Chus de la Hermosa, Frank Escarp, Franki Pereira, Guiomar Roglán, Jordi Medrano, Oriol Querol, Óscar Peret, Pere Bernal Jr., Salva Coromina, etc.
- En sus inicios fueron programados en las mañanas de M80 radio para substituir al dúo humorístico "Gomaespuma" que por la época era muy conocido. Por entonces, "Especialistas Secundarios" trabajaban en programaciones locales de Radio Barcelona. Aquella experiencia no tuvo buena aceptación del público por considerarles "imitadores" de Juan Luis Cano y Guillermo Fesser.

### Páginas oficiales
- @esecundarios: Perfil oficial en Twitter
- Página oficial
- Página oficial en Facebook
- Foro oficial
- Primera web

### Otros enlaces
- Fonoteca & Podcast de programas
- Galería de fotos
- Grupo oficial (en Facebook)
- Canal de Localia (en Youtube)
- Cuñas radiofónicas de Juan Carlos Ortega (en Youtube)
- Primera emisión del programa Disculpin la interrupció
- Crónica 'Humor en tiempos de bronca' por Margarita Rivière, EL PAIS
- Editorial del libro "Podría ser peor"

- Entrevista en 'La Contra' por Víctor Amela, LA VANGUARDIA
- Recomendación del libro en elcorreogallego.es
- Recomendación del libro en Revista de Letras.net
- Recomendación del libro en interviu.es Archivado el 5 de febrero de 2011 en Wayback Machine.
- Recomendación del libro en VICEland.com (enlace roto disponible en Internet Archive; véase el historial, la primera versión y la última).
- Entrevista en La Inercia
- Artículo de Juan Carlos Ortega

- Datos: Q8778523